# Malediwy na Letnich Igrzyskach Olimpijskich 1996
Malediwy na Letnich Igrzyskach Olimpijskich 1996 reprezentowało sześciu zawodników: pięciu mężczyzn i jedna kobieta. Był to trzeci start reprezentacji Malediwów na letnich igrzyskach olimpijskich.

## Skład kadry

### Lekkoatletyka
Kobiety
- Yaznee Nasheeda - bieg na 800 m - odpadła w eliminacjach,

Mężczyźni
- Mohamed Amir - bieg na 400 m - odpadł w eliminacjach,
- Naseer Ismail - bieg na 800 m - odpadł w eliminacjach,
- Hussain Riyaz - bieg na 1500 m - odpadł w eliminacjach,
- Ahmed Shageef, Mohamed Amir, Naseer Ismail, Hussain Riyaz - sztafeta 4 x 400 m - odpadli w eliminacjach,

### Pływanie
Mężczyźni
- Moosa Nazim - 50 m stylem dowolnym - 61. miejsce,